# 한국 프로 야구 포지션 별 홈런 관련 기록

## 나이

### 최고령 홈런
| 포지션 | 나이     | 선수 | 소속          | 날짜        | 구장 | 상대팀 | 상대 투수 | 주석 및 기타                                                |
|        | 42세 8일 |      | 롯데 자이언츠 | 2007. 5. 10 | 문학 | SK     | 이영욱    | 0-1로 뒤진 3회초 우중간 펜스를 넘어가는 2점포. 2007년 은퇴. |

유격수 최고령 홈런 기록 추이
| # | 나이            | 선수   | 소속 | 날짜         | 구장 | 상대팀 | 상대 투수 | 주석 및 기타                              |
|   | 38세 4개월 26일 | 권용관 | 한화 | 2015. 04. 14 | 대전 | 삼성   | 윤성환    | 3회말 선두 타자 9번, 좌월 솔로 홈런       |
|   | 38세 6개월 3일  | 박진만 | SK   | 2015. 06. 02 | 수원 | kt     | 안상빈    | 8회 2사 1루, 좌월 투런 홈런 (비거리 110m) |
|   | 38세 7개월 8일  | 권용관 | 한화 | 2015. 04. 27 | 인천 | SK     | 윤희상    | 4회초 좌월 솔로 홈런                      |

## 같이 보기
- 한국 프로 야구 홈런 관련 기록